# A méltányosságként felfogott igazságosság
A méltányosságként felfogott igazság John Rawls, amerikai filozófus, államelméleti gondolkodó egyik alapfogalma. A fogalom fontos szerepet kap leghíresebb művében, Az igazságosság elméletében. Rawls a méltányosságként felfogott igazságosságot a társadalmi igazságosság filozófiai fogalmának olyan újraértelmezésének tartja, mely a korábbiaknál magasabb szinten elvonatkoztatva, általánosítva fogalmazza meg a társadalmi szerződés hagyományos eszmekörét.

## A méltányosságként felfogott igazság elvei
A méltányosságként felfogott igazság két fő elven alapul, az elveket szigorúan ebben a sorrendben kell alkalmazni egy igazságos államban:
1. Az első elv az alapvető szabadságjogok tiszteletben tartását jelenti, vagyis olyanokat, mint a vallás- és gondolatszabadság, a szólásszabadság.
2. A második elv alapvetően a szociális és gazdasági egyenlőség kérdését vizsgálja. Rawls ezen belül is két fontos szabályt ír elő. Egyrészről azt, hogy igazságosnak olyan elosztás tekinthető, mely a társadalomban mindenki számára előnyös, ugyanakkor olyan pozíciókhoz kötődjön, melyek mindenki előtt nyitva állnak.
A méltányosságként felfogott igazságosság a alapvetően úgy foglalható össze, hogy a társadalomban minden értéknek (például a szabadságnak, jövedelemnek, valamint az önbecsülés alapjának) egyenlően kell eloszlania a társadalomban, kivéve, ha az egyenlőtlenség mindenki számára hasznos.
Az alábbi táblázat a gyakorlatban szemlélteti Rawls elképzelését:
| A gazdaság alapszerkezete | A leghátrányosabb helyzetben lévők | Átlagos helyzetben lévők | Legjobb helyzetben lévők |
| ------------------------- | ---------------------------------- | ------------------------ | ------------------------ |
| A                         | 10000                              | 10000                    | 10000                    |
| B                         | 12000                              | 15000                    | 20000                    |
| C                         | 20000                              | 30000                    | 50000                    |
| D                         | 17000                              | 50000                    | 100000                   |

Rawls elveit figyelembe véve a javak elosztásánál a C változatot kell választani egy igazságos államban, szemben a javak egyenlőbb elosztásával (A helyzet), a kisebb differenciákkal (B helyzet), vagy a jobb helyzetben lévő társadalmi csoportoknak lényegesen nagyobb anyagi javakat biztosító D-vel szemben. Utóbbinak elutasítása alapvetően azt jelenti, hogy a gazdagok nem lehetnek az igazságos államban gazdagabbak azáltal, hogy a szegényebbek helyzetét rosszabbá tennék.

## Az eredeti helyzet
Rawls igyekszik a méltányosságként felfogott igazságosságot egyfajta társadalmi szerződés keretein belül elhelyezni. Szerinte az igazságosság alapelveire egy jól meghatározott kiinduló állapot alatti megegyezés révén teszünk szert. Ezt a kiindulópontot nevezi eredeti helyzetnek. Az eredeti helyzetben a szereplők a tudatlanság fátyla mögött vannak, nem tudják, mely pozíciót fognak betölteni a leendő társadalomban, milyen értékeket fognak fontosnak tartani. Rawls szerint ilyen helyzetben a maximin szabályt alkalmaznák, ami alapján azt választanák, ahol a legrosszabb eredménye jobb, mint a többi legrosszabbé, vagyis ebben az esetben a szereplők a méltányosságként felfogott igazságosság elvei szerint választanának a felkínált társadalmak közül.

## A méltányosságként felfogott igazságosság elméletének kritikái
Rawls elképzeléseit több oldalról is érték kritikai megjegyzések. Charles Taylor kritikával illeti azt, hogy Rawls az eredeti helyzetet értéksemlegesnek tekinti. Taylor szerint a rawlsi eredeti helyzet ugyanis a liberalizmus alapértékeinek foglalata. Ezentúl támadja a maximin szabály alkalmazását is. Robert Nozick ezzel szemben azt bírálja, hogy az igazság rawlsi felfogása mindenképpen az állampolgárok tulajdonhoz való jogának megsértéséhez fog vezetni.